# Euphyia maerens
Euphyia maerens là một loài bướm đêm trong họ Geometridae.